# Canaleta (prisión)
La prisión de Canaleta está ubicada en la provincia de Ciego de Ávila, Cuba. Se trata de un establecimiento penal de alta seguridad y principal penitenciaría de la provincia que alberga unos 3000 reclusos.  
Anteriormente consistía de 6 barracas de maderas construidas en el año 1964, pero con el incremento de la población y la agudización de las leyes comunistas, el gobierno de Fidel Castro se vio obligado a construir en 1975 una moderna instalación de tres edificios y cuatro plantas cercado con dos alambradas de 10 metros de altura y un muro de cemento de igual dimensión. En los exteriores de la prisión están los talleres del Ministerio del Interior y una planta de piezas de cemento prefabricadas ("Bachiplan") que abastece a las construcciones civiles con mano de obra prisionera. 
Otras prisiones de la provincia son la Prisión Morón (1500 reclusos), y de menor rigor están las Granjas Capote (300);Pitajones (250); Nádales "uno" (200); Nádales “dos” (200); Palma Mocha (200); Columna ocho (50) y Granja de Majagua (150). La mayoría de los reclusos de menor rigor laboran en las plantaciones de caña de azúcar en la construcción civil y en el cuidado de ganado.
- Datos: Q5031078